# Hånden på hjertet
Hånden på hjertet (originaltitel: Livet är en schlager) er en svensk film fra 2000, instrueret af den danske instruktør Susanne Bier. 

## Handling
Filmen handler om den store Melodi Grand Prix-fan, Mona, der lever i et trist og anstrengt parforhold i en Stockholmsk forstad, men til gengæld fylder livet med sin store passion for Schlagere. Hendes døtre er opkaldt efter svenske grand prix-stjerner som Carola, Lena PH (Lena Philipsson), Anna Book og Kikki. 
Mona arbejder som personlig assistent for den CP-ramte David, der skriver musik, men ikke deler Monas begejstring for schlagere. Alligevel tager hun en af hans pop-sange, med udpræget schlager-potentiale, og skriver tekst til og sender den ind som bidrag til Melodifestivalen (det svenske melodi grand prix). Uden David ved det, og da hun samtidig glemmer hun at skrive at hun ikke er komponist til melodien, så begynder balladen.
Filmens danske titel refererer formodentligt til filmens soundtrack, sangen "Handen på hjärtat", der er skrevet af Lasse Holm og Ingela ￼Pling Forsman og blev oprindeligt fremført af Sofia Källgren ved det svenske melodi grand prix i 1990, hvor den opnåede en fjerdeplads.

## Medvirkende
- Helena Bergström – Mona
- Jonas Karlsson – David
- Thomas Hanzon – Bosse
- Björn Kjellman – Candy
- Johan Ulveson – producent
- Katarina Ewerlöf – Moa, projektleder
- Ing-Marie Carlsson – journalist
- Regina Lund – Sabina
- Ulf Larsson – programleder
- Lasse Kronér – leder af Melodifestivalen
- Sissela Kyle – Kvinde på arbejdsformidlingen
- Leif Andrée – mand i Stockholms Tunnelbana
- Jessica Zandén – kvinde på café
- Göran Forsmark – Tomas Torp
- Douglas Johansson – frisør
- Rolf Skoglund – læge
- Steve Kratz – orkesterleder
- Rickard Sjöberg – sig selv
- Frida Hallgren – TV-tekniker
- Peter Perski – TV-tekniker